# Варнава
Варна́ва — мужское имя, заимствованное из греческого языка (греч. Βαρνάβας), арамейского происхождения; предположительное значение — «сын утешения». В России используется как монашеское.
Известные носители:
- Варнава — христианский святой, апостол от семидесяти, основатель Кипрской церкви.
- Варнава (1880—1937) — епископ Сербской православной церкви, второй патриарх Сербский (1930—1937).

- Варнава Гефсиманский (1831—1906) — иеромонах Гефсиманского скита Троице-Сергиевой лавры, святой Русской православной церкви.

- Варнава (Баранов) — архиерей Русской православной церкви, епископ Выборгский и Приозерский.
- Варнава (Беляев) — епископ Русской православной церкви, аскетический писатель, юродивый.
- Варнава (Волатковский) (1672/1660—1730) — епископ Русской православной церкви, архиепископ Холмогорский и Важеский.
- Варнава (Дробышев) (1939—2012) — архимандрит Русской православной церкви.
- Варнава (Едигарев) — епископ Русской Древлеправославной церкви.
- Варнава (Кедров) (1931—2020) — епископ Русской православной церкви; митрополит Чебоксарский и Чувашский.
- Варнава (Накропин) — епископ Православной российской церкви, архиепископ Тобольский и Сибирский, участник монархического движения.
- Варнава (Настич) (1914—1964) — архиерей Сербской православной церкви, епископ Хвостанский.
- Варнава (Прокофьев) — епископ Русской православной церкви заграницей, викарий Каннский на покое.
- Варнава (Санин) (род. 1954) — монах Русской православной церкви, русский писатель, драматург, поэт.
- Варнава (Сафонов) — архиерей Русской православной церкви, епископ Павлодарский и Экибастузский.
- Варнава (Филатов) (род. 1953) — архиерей Украинской православной церкви Московского патриархата, архиепископ Макеевский.

## Имя в народной культуре
День Варнавы (нар.) — день памяти Преподобного Варнавы Ветлужского. Отмечается 24 июня. По народным поверьям, в этот день вся нечисть собирается вместе «и род человеческий делят на свои угодья». Считалось, что на Варнаву нечистая сила катается по траве, поэтому травы в тот день не собирали (оттого ли, что боялись, будто злые духи проберутся в дом, либо из опасения, что сборы окажутся ядовитыми).
С именем Варнава связаны различные приметы, пословицы и поговорки, например:
- На Варнаву не рви траву
- Лежит Варнавушка на зелёной травушке
- Стоит Варнава у канавы и др.[3]